# UEFA Cup finalen 1994
UEFA Cup finalen 1994 var to fodboldkampe som skulle finde vinderen af UEFA Cup 1993-94. De blev spillet den 26. april og 11. maj 1994 imellem det italienske hold Internazionale Milano og østrigske Austria Salzburg. 
Kampene var kulminationen på den 23. sæson i Europas næststørste klubturnering for hold arrangeret af UEFA siden etableringen af UEFA Cup i 1971. For Salzburg var det første gang de var nået frem til en europæisk finale. Det var Inters anden finale i turneringen, efter at de i 1991 vandt over landsmændene fra AS Roma.
Inter vandt samlet 2-0, efter at de i den første kamp på udebane på Ernst Happel Stadion i Wien havde vundet 1-0 på et mål scoret af Nicola Berti. 14 dage efter hjemme på San Siro i Milano blev resultatet også 1-0 til italienerne, på et mål af hollænderen Wim Jonk. 
Den første kamp i Wien blev ledet af den danske dommer Kim Milton Nielsen, og skotske Jim McCluskey passede fløjten i returopgøret. 

## Kampene

### 1. kamp
| 26. april 1994 20:30 |

| Austria Salzburg | 0 – 1   | Inter Milano |
| ---------------- | ------- | ------------ |
|                  | Rapport | 35' Berti ·  |

| Ernst Happel Stadion, Wien Tilskuere: 47.500 Dommer: Kim Milton Nielsen (Danmark) |

### 2. kamp
| 11. maj 1994 20:30 |

| Inter Milano | 1 – 0   | Austria Salzburg |
| ------------ | ------- | ---------------- |
| Jonk 62'     | Rapport |                  |

| San Siro, Milano Tilskuere: 80.325 Dommer: Jim McCluskey (Skotland) |